# FIVB World Cup 2019 (damer)
FIVB World Cup 2019 utspelade sig mellan 14 och 29 september 2019 i Hamamatsu, Osaka, Sapporo, Toyama och Yokohama,  Japan. Det var den trettonde upplagan av turneringen turneringen som organiseras av FIVB och tolv lag deltog. Kina vann tävlingen för femte gången. Zhu Ting utsågs till mest värdefulla spelare.

## Arenor
|                                                                                |                                                                             |                                                                       |
|                                                                                |                                                                             |                                                                       |
| Hamamatsu Arena Stad: Hamamatsu Kapacitet: 8 000 Öppnad: 1990                  | Osaka Municipal Central Gymnasium Stad: Osaka Kapacitet: 8 200 Öppnad: 1996 | Osaka Prefectural Gymnasium Stad: Osaka Kapacitet: 8 000 Öppnad: 1987 |
|                                                                                |                                                                             |                                                                       |
| Hokkaido Prefectural Sports Center Stad: Sapporo Kapacitet: 8 000 Öppnad: 1999 | Toyama City Gymnasium Stad: Toyama Kapacitet: 5 000 Öppnad: 1999            | Yokohama Arena Stad: Yokohama Kapacitet: 12 000 Öppnad: 1989          |

## Regelverk

### Format
Tävlingen genomfördes som ett gruppspel där alla lag mötte varandra en gång.

### Metod för att bestämma tabellplacering
Om slutresultatet blev 3-0 eller 3-1 tilldelades 3 poäng till det vinnande laget och 0 till det förlorande laget, om slutresultatet blev 3-2 tilldelades 2 poäng till det vinnande laget och 1 till det förlorande laget. 
Rankningsordningen i serien definierades utifrån:
- Antal vunna matcher
- Poäng
- Kvot vunna / förlorade set
- Kvot vunna / förlorade poäng.
- Inbördes möte

## Deltagande lag
| Kvalificeras som/via                 | Datum                          | Plats          | Posti | Landslag                |
| ------------------------------------ | ------------------------------ | -------------- | ----- | ----------------------- |
| Organisatör                          | 31 januari 2013                | Lausanne       | 1     | Japan                   |
| Världsmästare 2018                   | 29 september - 20 oktober 2018 | Japan          | 1     | Serbien                 |
| Två högst rankade lagen inom AVC     | 4 mars 2019                    | Bangkok        | 2     | Kina                    |
| Två högst rankade lagen inom AVC     | 4 mars 2019                    | Bangkok        | 2     | Sydkorea                |
| Två högst rankade lagen inom CAVB    | 4 mars 2019                    | Kairo          | 2     | Kamerun                 |
| Två högst rankade lagen inom CAVB    | 4 mars 2019                    | Kairo          | 2     | Kenya                   |
| Två högst rankade lagen inom CEV     | 4 mars 2019                    | Luxemburg      | 2     | Ryssland                |
| Två högst rankade lagen inom CEV     | 4 mars 2019                    | Luxemburg      | 2     | Nederländerna           |
| Två högst rankade lagen inom CSV     | 4 mars 2019                    | Rio de Janeiro | 2     | Brasilien               |
| Två högst rankade lagen inom CSV     | 4 mars 2019                    | Rio de Janeiro | 2     | Argentina               |
| Två högst rankade lagen inom NORCECA | 4 mars 2019                    | Santo Domingo  | 2     | USA                     |
| Två högst rankade lagen inom NORCECA | 4 mars 2019                    | Santo Domingo  | 2     | Dominikanska republiken |
| Totalt                               | Totalt                         | Totalt         | 12    |                         |

## Turneringen

### Resultat
| 14 september 2019 Hamamatsu Arena, Hamamatsu Speltid: 1h:03 - Åskådare: 1 174                  | USA                     | 3 - 0 | Kenya                   | 25-14, 25-20, 25-14               |
| 14 september 2019 Yokohama Arena, Yokohama Speltid: 1h:08 - Åskådare: 4 200                    | Kamerun                 | 0 - 3 | Ryssland                | 14-25, 15-25, 10-25               |
| 14 september 2019 Hamamatsu Arena, Hamamatsu Speltid: 1h:11 - Åskådare: 2 050                  | Argentina               | 0 - 3 | Nederländerna           | 16-25, 17-25, 19-25               |
| 14 september 2019 Yokohama Arena, Yokohama Speltid: 1h:10 - Åskådare: 5 900                    | Kina                    | 3 - 0 | Sydkorea                | 25-21, 25-15, 25-14               |
| 14 september 2019 Hamamatsu Arena, Hamamatsu Speltid: 2h:09 - Åskådare: 2 140                  | Serbien                 | 2 - 3 | Brasilien               | 20-25, 25-23, 18-25, 25-22, 12-15 |
| 14 september 2019 Yokohama Arena, Yokohama Speltid: 2h:00 - Åskådare: 11 500                   | Dominikanska republiken | 1 - 3 | Japan                   | 21-25, 11-25, 26-24, 14-25        |
| 15 september 2019 Hamamatsu Arena, Hamamatsu Speltid: 1h:46 - Åskådare: 1 243                  | Kenya                   | 0 - 3 | Nederländerna           | 12-25, 19-25, 17-25               |
| 15 september 2019 Yokohama Arena, Yokohama Speltid: 1h:16 - Åskådare: 3 300                    | Kamerun                 | 0 - 3 | Kina                    | 18-25, 14-25, 19-25               |
| 15 september 2019 Hamamatsu Arena, Hamamatsu Speltid: 1h:37 - Åskådare: 2 400                  | USA                     | 3 - 1 | Serbien                 | 23-25, 25-17, 25-16, 25-15        |
| 15 september 2019 Yokohama Arena, Yokohama Speltid: 1h:59 - Åskådare: 5 800                    | Sydkorea                | 1 - 3 | Dominikanska republiken | 17-25, 26-24, 23-25, 23-25        |
| 15 september 2019 Hamamatsu Arena, Hamamatsu Speltid: 1h:16 - Åskådare: 2 030                  | Brasilien               | 3 - 0 | Argentina               | 25-17, 25-19, 25-16               |
| 15 september 2019 Yokohama Arena, Yokohama Speltid: 2h:14 - Åskådare: 11 500                   | Ryssland                | 3 - 2 | Japan                   | 25-11, 23-25, 25-27, 25-19, 15-7  |
| 16 september 2019 Hamamatsu Arena, Hamamatsu Speltid: 1h:08 - Åskådare: 1 055                  | Serbien                 | 3 - 0 | Kenya                   | 25-13, 25-11, 25-17               |
| 16 september 2019 Yokohama Arena, Yokohama Speltid: 2h:15 - Åskådare: 3 500                    | Dominikanska republiken | 3 - 2 | Kamerun                 | 25-17, 25-15, 23-25, 28-30, 15-10 |
| 16 september 2019 Hamamatsu Arena, Hamamatsu Speltid: 1h:36 - Åskådare: 1 420                  | Argentina               | 1 - 3 | USA                     | 21-25, 18-25, 25-18, 11-25        |
| 16 september 2019 Yokohama Arena, Yokohama Speltid: 1h:18 - Åskådare: 6 400                    | Kina                    | 3 - 0 | Ryssland                | 25-22, 25-16, 25-18               |
| 16 september 2019 Hamamatsu Arena, Hamamatsu Speltid: 1h:37 - Åskådare: 1 800                  | Nederländerna           | 3 - 0 | Brasilien               | 25-23, 25-21, 25-22               |
| 16 september 2019 Yokohama Arena, Yokohama Speltid: 2h:09 - Åskådare: 11 700                   | Japan                   | 1 - 3 | Sydkorea                | 25-23, 19-25, 22-25, 25-27        |
| 18 september 2019 Hamamatsu Arena, Hamamatsu Speltid: 1h:43 - Åskådare: 800                    | Serbien                 | 3 - 1 | Argentina               | 25-15, 23-25, 25-23, 25-23        |
| 18 september 2019 Yokohama Arena, Yokohama Speltid: 1h:23 - Åskådare: 1 750                    | Ryssland                | 3 - 0 | Sydkorea                | 25-18, 29-27, 25-12               |
| 18 september 2019 Hamamatsu Arena, Hamamatsu Speltid: 1h:17 - Åskådare: 1 100                  | USA                     | 3 - 0 | Nederländerna           | 25-23, 25-18, 25-19               |
| 18 september 2019 Yokohama Arena, Yokohama Speltid: 1h:23 - Åskådare: 4 200                    | Kina                    | 3 - 0 | Dominikanska republiken | 25-19, 25-21, 25-19               |
| 18 september 2019 Hamamatsu Arena, Hamamatsu Speltid: 1h:20 - Åskådare: 1 300                  | Kenya                   | 0 - 3 | Brasilien               | 20-25, 17-25, 14-25               |
| 18 september 2019 Yokohama Arena, Yokohama Speltid: 1h:25 - Åskådare: 10 600                   | Kamerun                 | 0 - 3 | Japan                   | 17-25, 17-25, 20-25               |
| 19 september 2019 Hamamatsu Arena, Hamamatsu Speltid: 2h:00 - Åskådare: 1 110                  | Nederländerna           | 2 - 3 | Serbien                 | 25-18, 25-23, 19-25, 24-26, 9-15  |
| 19 september 2019 Yokohama Arena, Yokohama Speltid: 2h:14 - Åskådare: 3 500                    | Dominikanska republiken | 2 - 3 | Ryssland                | 16-25, 23-25, 25-23, 25-23, 5-15  |
| 19 september 2019 Hamamatsu Arena, Hamamatsu Speltid: 1h:04 - Åskådare: 1 400                  | Argentina               | 3 - 0 | Kenya                   | 25-14, 25-19, 25-15               |
| 19 september 2019 Yokohama Arena, Yokohama Speltid: 1h:15 - Åskådare: 3 800                    | Sydkorea                | 3 - 0 | Kamerun                 | 25-21, 25-18, 25-18               |
| 19 september 2019 Hamamatsu Arena, Hamamatsu Speltid: 1h:17 - Åskådare: 1 900                  | Brasilien               | 0 - 3 | USA                     | 22-25, 18-25, 19-25               |
| 19 september 2019 Yokohama Arena, Yokohama Speltid: 1h:17 - Åskådare: 12 000                   | Japan                   | 0 - 3 | Kina                    | 17-25, 10-25, 17-25               |
| 22 september 2019 Toyama City Gymnasium, Toyama Speltid: 1h:41 - Åskådare: 1 800               | Sydkorea                | 3 - 1 | Argentina               | 25-19, 21-25, 25-19, 25-9         |
| 22 september 2019 Hokkaido Prefectural Sports Center, Sapporo Speltid: 1h:18 - Åskådare: 800   | Dominikanska republiken | 3 - 0 | Kenya                   | 25-17, 25-19, 25-19               |
| 22 september 2019 Toyama City Gymnasium, Toyama Speltid: 1h:09 - Åskådare: 1 700               | Kamerun                 | 0 - 3 | Nederländerna           | 15-25, 14-25, 18-25               |
| 22 september 2019 Hokkaido Prefectural Sports Center, Sapporo Speltid: 2h:05 - Åskådare: 2 400 | Kina                    | 3 - 2 | Brasilien               | 25-23, 23-25, 22-25, 25-19, 15-9  |
| 22 september 2019 Toyama City Gymnasium, Toyama Speltid: 1h:49 - Åskådare: 2 100               | Ryssland                | 3 - 1 | Serbien                 | 25-16, 20-25, 25-23, 25-16        |
| 22 september 2019 Hokkaido Prefectural Sports Center, Sapporo Speltid: 2h:29 - Åskådare: 6 550 | Japan                   | 2 - 3 | USA                     | 24-26, 25-22, 21-25, 25-23, 8-15  |
| 23 september 2019 Toyama City Gymnasium, Toyama Speltid: 1h:56 - Åskådare: 1 400               | Sydkorea                | 1 - 3 | Nederländerna           | 19-25, 25-21, 22-25, 23-25        |
| 23 september 2019 Hokkaido Prefectural Sports Center, Sapporo Speltid: 1h:54 - Åskådare: 1 600 | Dominikanska republiken | 1 - 3 | Brasilien               | 16-25, 25-23, 19-25, 22-25        |
| 23 september 2019 Toyama City Gymnasium, Toyama Speltid: 1h:21 - Åskådare: 1 300               | Kamerun                 | 0 - 3 | Serbien                 | 22-25, 14-25, 17-25               |
| 23 september 2019 Hokkaido Prefectural Sports Center, Sapporo Speltid: 1h:18 - Åskådare: 4 850 | Kina                    | 3 - 0 | USA                     | 25-16, 25-17, 25-22               |
| 23 september 2019 Toyama City Gymnasium, Toyama Speltid: 1h:25 - Åskådare: 1 000               | Ryssland                | 3 - 0 | Argentina               | 25-21, 25-16, 25-21               |
| 23 september 2019 Hokkaido Prefectural Sports Center, Sapporo Speltid: 1h:27 - Åskådare: 6 850 | Japan                   | 3 - 0 | Kenya                   | 25-18, 25-22, 25-20               |
| 24 september 2019 Toyama City Gymnasium, Toyama Speltid: 1h:52 - Åskådare: 2 050               | Sydkorea                | 3 - 1 | Serbien                 | 25-21, 25-18, 15-25, 25-23        |
| 24 september 2019 Hokkaido Prefectural Sports Center, Sapporo Speltid: 1h:18 - Åskådare: 1 050 | Dominikanska republiken | 0 - 3 | USA                     | 22-25, 23-25, 9-25                |
| 24 september 2019 Toyama City Gymnasium, Toyama Speltid: 2h:13 - Åskådare: 700                 | Kamerun                 | 2 - 3 | Argentina               | 25-21, 25-20, 20-25, 20-25, 12-15 |
| 24 september 2019 Hokkaido Prefectural Sports Center, Sapporo Speltid: 1h:05 - Åskådare: 2 200 | Kina                    | 3 - 0 | Kenya                   | 25-12, 25-12, 25-14               |
| 24 september 2019 Toyama City Gymnasium, Toyama Speltid: 1h:31 - Åskådare: 600                 | Ryssland                | 3 - 0 | Nederländerna           | 26-24, 25-18, 25-20               |
| 24 september 2019 Hokkaido Prefectural Sports Center, Sapporo Speltid: 1h:38 - Åskådare: 6 650 | Japan                   | 0 - 3 | Brasilien               | 14-25, 21-25, 23-25               |
| 27 september 2019 Osaka Prefectural Gymnasium, Osaka Speltid: 1h:12 - Åskådare: 550            | Sydkorea                | 3 - 0 | Kenya                   | 25-15, 25-16, 25-21               |
| 27 september 2019 Osaka Municipal Central Gymnasium, Osaka Speltid: 1h:27 - Åskådare: 1 230    | Dominikanska republiken | 3 - 0 | Argentina               | 25-16, 25-23, 27-25               |
| 27 september 2019 Osaka Prefectural Gymnasium, Osaka Speltid: 1h:10 - Åskådare: 550            | Kamerun                 | 0 - 3 | Brasilien               | 11-25, 17-25, 18-25               |
| 27 september 2019 Osaka Municipal Central Gymnasium, Osaka Speltid: 1h:43 - Åskådare: 2 510    | Kina                    | 3 - 1 | Nederländerna           | 25-19, 25-16, 21-25, 25-19        |
| 27 september 2019 Osaka Prefectural Gymnasium, Osaka Speltid: 2h:04 - Åskådare: 1 750          | Ryssland                | 2 - 3 | USA                     | 26-24, 22-25, 22-25, 25-17, 8-15  |
| 27 september 2019 Osaka Municipal Central Gymnasium, Osaka Speltid: 2h:14 - Åskådare: 7 430    | Japan                   | 3 - 2 | Serbien                 | 21-25, 21-25, 25-20, 25-20, 15-6  |
| 28 september 2019 Osaka Prefectural Gymnasium, Osaka Speltid: 1h:55 - Åskådare: 1 500          | Sydkorea                | 3 - 1 | Brasilien               | 25-23, 18-25, 25-20, 25-21        |
| 28 september 2019 Osaka Municipal Central Gymnasium, Osaka Speltid: 2h:14 - Åskådare: 1 540    | Dominikanska republiken | 3 - 2 | Nederländerna           | 25-23, 25-22, 25-27, 18-25, 15-4  |
| 28 september 2019 Osaka Prefectural Gymnasium, Osaka Speltid: 1h:05 - Åskådare: 1 000          | Kamerun                 | 0 - 3 | USA                     | 19-25, 15-25, 5-25                |
| 28 september 2019 Osaka Municipal Central Gymnasium, Osaka Speltid: 1h:11 - Åskådare: 3 300    | Kina                    | 3 - 0 | Serbien                 | 25-14, 25-21, 25-16               |
| 28 september 2019 Osaka Prefectural Gymnasium, Osaka Speltid: 1h:19 - Åskådare: 700            | Ryssland                | 3 - 0 | Kenya                   | 25-16, 25-21, 25-22               |
| 28 september 2019 Osaka Municipal Central Gymnasium, Osaka Speltid: 1h:23 - Åskådare: 7 640    | Japan                   | 3 - 0 | Argentina               | 26-24, 25-15, 25-14               |
| 29 september 2019 Osaka Prefectural Gymnasium, Osaka Speltid: 1h:40 - Åskådare: 3 500          | Sydkorea                | 1 - 3 | USA                     | 21-25, 16-25, 25-16, 22-25        |
| 29 september 2019 Osaka Municipal Central Gymnasium, Osaka Speltid: 1h:57 - Åskådare: 1 920    | Dominikanska republiken | 3 - 1 | Serbien                 | 25-22, 25-21, 22-25, 25-17        |
| 29 september 2019 Osaka Prefectural Gymnasium, Osaka Speltid: 2h:07 - Åskådare: 4 100          | Ryssland                | 1 - 3 | Brasilien               | 26-28, 20-25, 25-21, 19-25        |
| 29 september 2019 Osaka Municipal Central Gymnasium, Osaka Speltid: 1h:07 - Åskådare: 3 900    | Kina                    | 3 - 0 | Argentina               | 25-17, 25-14, 25-12               |
| 29 september 2019 Osaka Prefectural Gymnasium, Osaka Speltid: 1h:43 - Åskådare: 700            | Kamerun                 | 1 - 3 | Kenya                   | 15-25, 24-26, 25-14, 21-25        |
| 29 september 2019 Osaka Municipal Central Gymnasium, Osaka Speltid: 2h:09 - Åskådare: 7 810    | Japan                   | 3 - 1 | Nederländerna           | 25-18, 27-25, 24-26, 25-21        |

### Sluttabell
| Pos. | Lag                     | Pt | M  | V  | F  | SV | SF | Kvot   | PV  | PF  | Kvot  |
| ---- | ----------------------- | -- | -- | -- | -- | -- | -- | ------ | --- | --- | ----- |
| 1.   | Kina                    | 32 | 11 | 11 | 0  | 33 | 3  | 11,000 | 881 | 627 | 1,405 |
| 2.   | USA                     | 28 | 11 | 10 | 1  | 30 | 10 | 3,000  | 929 | 773 | 1,202 |
| 3.   | Ryssland                | 23 | 11 | 8  | 3  | 27 | 14 | 1,929  | 948 | 818 | 1,159 |
| 4.   | Brasilien               | 21 | 11 | 7  | 4  | 24 | 16 | 1,500  | 922 | 832 | 1,108 |
| 5.   | Japan                   | 19 | 11 | 6  | 5  | 23 | 19 | 1,211  | 918 | 899 | 1,021 |
| 6.   | Sydkorea                | 18 | 11 | 6  | 5  | 21 | 19 | 1,105  | 898 | 888 | 1,011 |
| 7.   | Dominikanska republiken | 17 | 11 | 6  | 5  | 22 | 21 | 1,048  | 933 | 949 | 0,983 |
| 8.   | Nederländerna           | 17 | 11 | 5  | 6  | 21 | 19 | 1,105  | 890 | 865 | 1,029 |
| 9.   | Serbien                 | 13 | 11 | 4  | 7  | 20 | 24 | 0,833  | 927 | 954 | 0,972 |
| 10.  | Argentina               | 5  | 11 | 2  | 9  | 9  | 29 | 0,310  | 736 | 890 | 0,827 |
| 11.  | Kenya                   | 3  | 11 | 1  | 10 | 3  | 31 | 0,097  | 590 | 835 | 0,707 |
| 12.  | Kamerun                 | 2  | 11 | 0  | 11 | 5  | 33 | 0,152  | 670 | 912 | 0,735 |

## Slutplaceringar
| Pos | Lag                     |
| --- | ----------------------- |
|     | Kina                    |
|     | USA                     |
|     | Ryssland                |
| 4   | Brasilien               |
| 5   | Japan                   |
| 6   | Sydkorea                |
| 7   | Dominikanska republiken |
| 8   | Nederländerna           |
| 9   | Serbien                 |
| 10  | Argentina               |
| 11  | Kenya                   |
| 12  | Kamerun                 |

## Individuella utmärkelser
| Utmärkelse              | Namn            | Lag      |
| ----------------------- | --------------- | -------- |
| Mest värdefulla spelare | Zhu Ting        | Kina     |
| Bästa passare           | Ding Xia        | Kina     |
| Bästa högerspiker       | Andrea Drews    | USA      |
| Bästa vänsterspikrar    | Zhu Ting        | Kina     |
| Bästa vänsterspikrar    | Kelsey Robinson | USA      |
| Bästa centrar           | Irina Zarjažko  | Ryssland |
| Bästa centrar           | Yan Ni          | Kina     |
| Bästa libero            | Wang Mengjie    | Kina     |